# Marie von Chauvin
Marie von Chauvin (* 21. Dezember 1848 in Berlin; † 21. Juli 1921 in Littenweiler) war eine deutsche Naturforscherin. Ihr gelang es, Axolotl (Ambystoma mexicanum), welche üblicherweise zeitlebens ihre Larvengestalt beibehalten (Neotenie), experimentell zur Metamorphose zu bringen.

## Leben

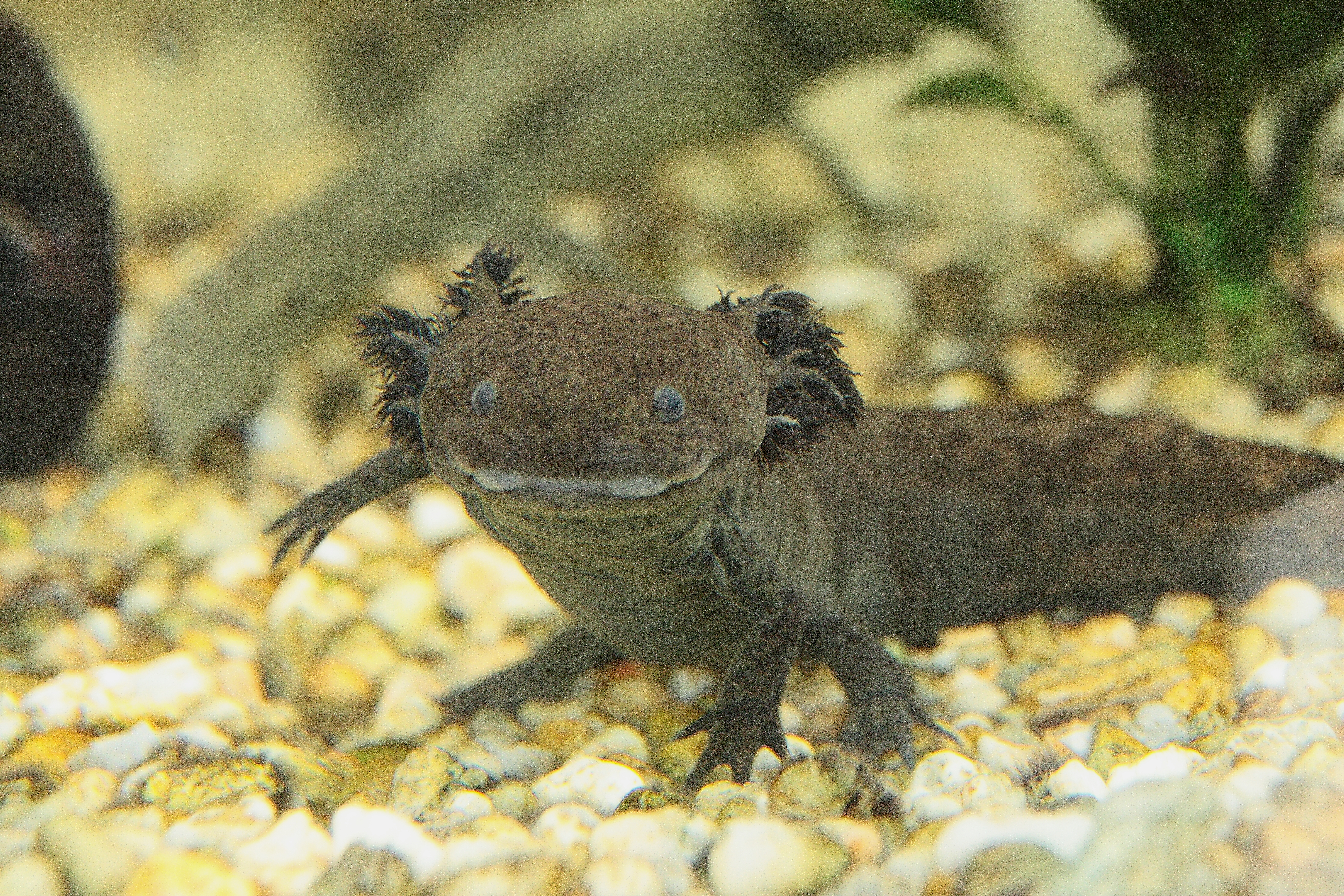
Ein Axolotl im Larvenstadium

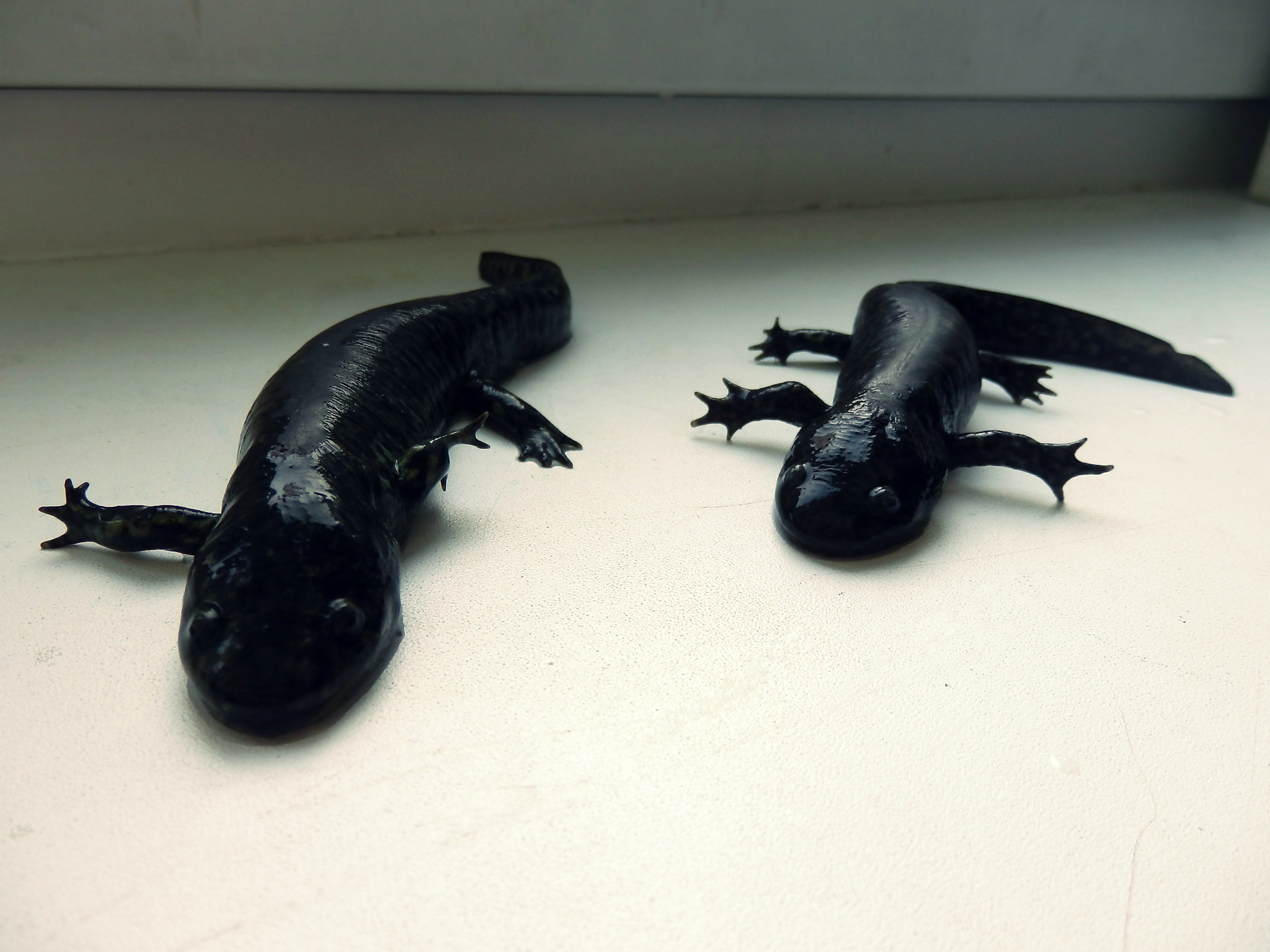
Zwei Axolotl nach der Metamorphose als lungenatmende Salamander

Marie von Chauvin wurde als Tochter des preußischen Generals Franz von Chauvin und dessen Frau Anna Rosa, geb. Buschbeck, in Berlin geboren. 1872 zog die Familie nach Freiburg.
Da Marie von Chauvin ein Studium verwehrt blieb, musste sie sich die Grundlagen der Zoologie im Selbststudium beibringen. Unterstützt wurde sie hierbei von den Zoologen Carl Eduard Adolph Gerstäcker und Carl Theodor von Siebold. Anfänglich interessierte sie sich für Fragen der Entomologie mit Schwerpunkt auf Trichoptera, später verschob sie ihren Fokus auf Amphibien.

## Experiment
Nachdem Auguste Duméril beobachtet hatte, dass einzelne der im Pariser Jardin des Plantes gehaltenen Axolotl eine Metamorphose zu lungenatmenden, landlebenden Salamandern durchgemacht hatten, die er als Vertreter der Gattung Ambystoma (damals auch „Amblystoma“ geschrieben) bestimmte, versuchte er bereits 1867, die Ursache der Metamorphose experimentell zu erklären. Ihm folgte August Weismann, der 1872 Tiere von Albert von Koelliker erhalten hatte. Weismanns Untersuchungen erbrachten nicht die gewünschten Ergebnisse. Von Chauvin begann ihr Experiment am 12. Juni 1874 und orientierte sich an Dumérils Versuchen, die Tiere von Kiemenatmern zu Lungenatmern umzuwandeln. Hierbei setzte Chauvin, im Gegensatz zu Weismann, auf die genaue Beobachtung und die Anpassung der Umwelteinflüsse auf die Bedürfnisse der Tiere. Ende November 1874 separierte sie ein Axolotl, welches sich regelmäßig an der Wasseroberfläche im Glasballon aufhielt. Dieses wurde in eine neue Umgebung verbracht, in der es die Möglichkeit hatte, sich gänzlich im Wasser oder gänzlich außerhalb des Wassers aufzuhalten. Nun begann Chauvin, unter der ständigen Beobachtung der Reaktion der Tiere, den Wasserspiegel zu senken, was dazu führte, dass sich innerhalb von sechs Wochen vier der fünf Versuchstiere umwandelten.

## Veröffentlichungen (Auswahl)
- Ueber die Verwandlung der mexikanischen Axolotl in Amblystoma. In: Zeitschrift für wissenschaftliche Zoologie. Bd. 27, 1876, S. 522–535 (zobodat.at [PDF]).
- Ueber das Anpassungsvermögen der Larven von Salamandra atra. In: Zeitschrift für wissenschaftliche Zoologie. Bd. 29, 1877, S. 324–350 (zobodat.at [PDF]).
- Ueber die Verwandlungsfähigkeit des mexikanischen Axolotl. In: Zeitschrift für wissenschaftliche Zoologie. Bd. 41, 1885, S. 365–389 (zobodat.at [PDF]).